# Thạch Lâm, Thạch Thành
Thạch Lâm là một xã thuộc huyện Thạch Thành, tỉnh Thanh Hóa, Việt Nam. Đây là xã thuộc Vườn quốc gia Cúc Phương, vườn quốc gia đầu tiên ở Việt Nam.
Xã Thạch Lâm có diện tích 65,26 km², dân số năm 1999 là 2372 người, mật độ dân số đạt 36 người/km².
Xã Thạch Lâm bao gồm các thôn như: Thôn Biện, Thôn Đồi, Thôn Thống Nhất, Thôn Nghéo, Thôn Nội Thành, Thôn Đăng, Thôn Thượng. Trong đó có 3 thôn tương đối khó khăn vì phải qua sông Bưởi. Thạch Lâm cũng là một trong những xã thuộc vườn quốc gia Cúc Phương còn phụ thuộc nhiều vào rừng núi nên đây là vấn đề cơ quan bảo vệ rừng cúc phương còn nhiều vấn đề phải lo lắng về nạn phá rừng.
Thạch Lâm hiện nay đang là tâm điểm của du lịch Thác Mây, là một dòng suối chảy từ trên đỉnh đồi xuống của Thôn Đăng Thượng, Thạch Lâm, Thạch Thành, Thanh Hoá. Mỗi ngày thu hút hàng trăm khách du lịch, nhờ đó mà cuộc sống bà con nơi đây đang dần được cải thiện.
Không chỉ có vậy, Thạch Lâm còn có một vài địa điểm đẹp thu hút khách địa phương đến như là: Sông bưởi, Cầu dài đi qua đoạn Lao Cao Thạch Lâm, nhà sàn Thạch Lâm.
Những từ khóa liên quan đến Thạch Lâm được nhắc đến nhiều bao gồm:
- Thác Thạch Lâm (Thác Mây)[7]
- Thi Thạch Lâm (Con người hoặc doanh nghiệp địa phương)[8]
- Rừng Thạch Lâm (thuộc vườn Quốc Gia Cúc Phương)[9]
- Cầu dài Thạch Lâm (Cầu dài đường mòn Hồ Chí Minh dọc theo sông Bưởi)

Về văn hóa và con người: Thạch Lâm chiếm đa số là người Mường, Nơi đây người dân còn đang giữ được văn hóa đặc sắc của dân tộc.
Ngày 12 tháng 6 năm 2025, Quốc hội thông qua Nghị quyết số 202/2025/QH15 về việc sắp xếp đơn vị hành chính cấp tỉnh năm 2025, theo đó xã Thạch Lâm được giải thể cùng với một số xã lân cận sáp nhập vào xã Thạch Quảng. 